# Carl Erik Gleisman
Carl Erik Gleisman, född 1767, död 1804, var en svensk tonsättare, organist och kanslist.
Gleisman förekom i kretsarna kring Anna Maria Lenngren och Olof Åhlström. Han var kanslist i Allmänna brandförsäkringsbolaget och från 1792 tjänstgjorde han även som organist i Maria kyrka i Stockholm. Gleisman komponerade pianostycken, sånger med piano (exempelvis Kellgrens död, Den fattiga flickan och Styfmodern) samt operan Eremiten från 1798 som delvis finns bevarad.

## Verk

### Piano
- Polonesse moderato i c-moll. Publicerad 1792 i Musikaliskt Tidsfördrif som nummer 16/17.[3]
- Polonesse i D-dur. Publicerad 1797 i Musikaliskt Tidsfördrif som nummer 17.[3]
- Polonesse i a-moll. Publicerad 1800 i Musikaliskt Tidsfördrif som nummer 6.[3]
- Vals i C-dur. Publicerad 1802 i Musikaliskt Tidsfördrif som nummer 3/4.[3]

### Sång
- Göthernes utvandring "Hvi prisas så högt våra Fäder" (text: Knud Lyne Rahbek och Anna Maria Lenngren)
- Kellgrens död "Alt, alt förvandlas skall" (text: Axel Gabriel Silverstolpe)
- Lycklig den "Lycklig den med sorgfritt hjerta" (text: Michael Frederik Liebenberg och Anna Maria Lenngren)
- Styfmodern "Den fromma Fru Signild"  (text: Knud Lyne Rahbek och Anna Maria Lenngren)